# Walckenaeria pellax
Walckenaeria pellax – gatunek pająka z rodziny osnuwikowatych.

## Występowanie
Gatunek występuje na Alasce, w Kanadzie i Stanach Zjednoczonych.